# Teravija
Teravija (tur. teravi ← arap. 〈mn〉 tärāwīh ), u islamu molitva u ramazanskim noćima. Klanja se poslije jacije. Teravija je dodatna molitva. Sunitski muslimani mole je u ramazanu navečer u džamijama. Tri puta su dulje od dnevnih. Teravija namaz nije obvezan, nego dobrovoljan. Također, njegova duljina nije utvrđena nego je poželjno moliti dulje.